# Gaucherova choroba
Gaucherova choroba je nejčastější lyzozomální střádavé onemocnění, jedná se o formu sfingolipidózy, zahrnuje dysfunkční metabolismus sfingolipidů. Je to vzácné dědičné onemocnění, při němž nedostatek lyzozomálního enzymu glukocerebrosidázy (známé také jako glukosylceramidáza) vede k hromadění glykolipidů v buňkách retikuloendoteliálního systému (RES) a některých orgánech.
Onemocnění je způsobeno recesivní mutací v genu GBA umístěném na 1. chromozomu a postihuje stejnou mírou muže i ženy. Častější výskyt je u aškenázských Židů. Jedná se o progresivní multisystémové onemocnění, jehož hlavními klinickými příznaky jsou progredující periferní cytopenie (anémie, trombocytopenie a mírná leukopenie), hepatosplenomegalie narůstající v čase a u některých pacientů postižení kostí a plic a neurologické projevy. Některé formy Gaucherovy choroby lze léčit pomocí enzymové substituční léčby.
Nemoc je pojmenována po francouzském lékaři Philippu Gaucherovi, který ji popsal v roce 1882.

## Historie
Nemoc poprvé rozpoznal francouzský lékař Philippe Gaucher, který ji původně popsal v roce 1882 a propůjčil jí své jméno. V roce 1902 objevil Nathan Brill jakým způsobem se onemocnění dědí. Poškození neuronů spojené s touto nemocí bylo objeveno ve dvacátých letech 20. století a biochemický základ nemoci objasnil v šedesátých letech 20. století Roscoe Brady.
První účinná léčba této nemoci, algluceráza (Ceredase), byla schválena americkou FDA v dubnu 1991. Jednalo se o glukocerebrosidázu získanou z lidské placentární tkáně a upravenou enzymy. Přípravek byl později nahrazen podobným léčivem vyrobených technologií rekombinantní DNA namísto získávání z tkáně. Léky vyrobené rekombinantně jsou výhodnější, protože neexistuje obava z přenosu nemocí z použité tkáně, existuje menší riziko rozdílů ve struktuře enzymu mezi jednotlivými šaržemi a jejich výroba je levnější.

## Epidemilologie
Gaucherova choroba je patrně jedním z nejčastějších lysozomálních střádavých onemocnění, typ I se vyskytuje přibližně u 1 z 60 000 živě narozených dětí. Různé studie prokázaly výrazně vyšší incidenci u aškenázských Židů, která dosahuje 1 : 450–1 000. Zjistilo se, že 7 % aškenázských Židů jsou heterozygoty (přenašeči) pro Gaucherovu chorobu. Mutace způsobující nemoc se mohly dostat do genofondu aškenázských Židů v raném středověku (před 48–55 generacemi).
V Česku se udává prevalence Gaucherovy choroby 1,13 na 100 000 živě narozených dětí.
Obě pohlaví jsou postižena stejně často, ale věk nástupu se výrazně liší v závislosti na klinickém podtypu. Typ I se objevuje v dospělosti, typ II v raném dětství, zatímco nástup typu III je nejčastěji pozorován v období dospívání.
Gaucherova choroba III. typu se vyskytuje zejména v populaci severošvédského regionu Norrbotten, kde se vyskytuje jeden případ z 50 000.

## Patogeneze

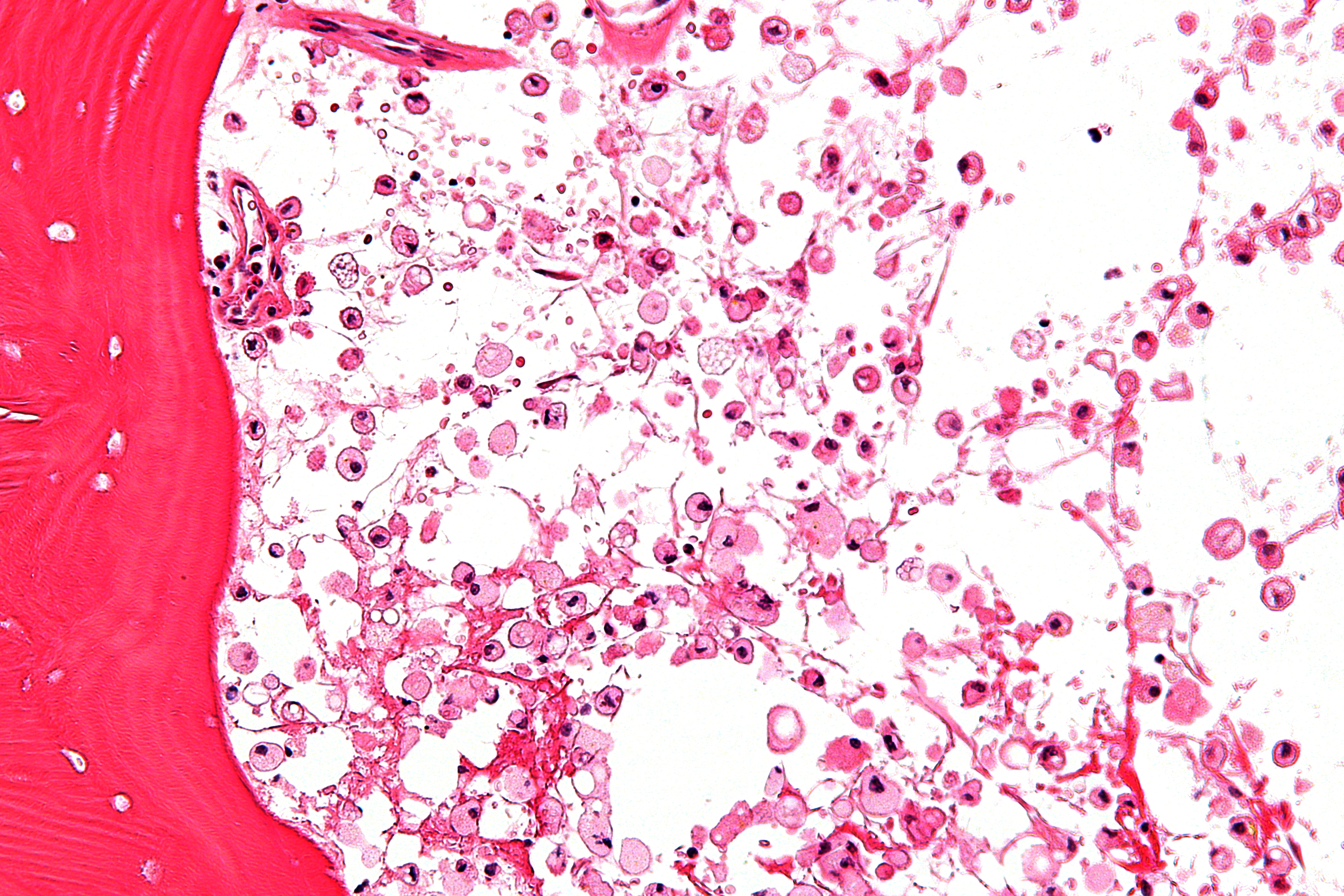
Kostní dřeň u nemocného s Gaucherovou chorobou, barvení hematoxylin-eosin

Onemocnění je způsobeno recesivní mutací v genu GBA umístěném na dlouhém raménku 1. chromozomu, která způsobuje nedostatek nebo špatnou funkci enzymu glukocerebrosidázy. Tento enzym se vyskytuje převážně v lyzozomech a podílí se na hydrolytickém štěpení sfingolipidu glukocerebrosidu (známý také jako glukosylceramid) na glukózu a ceramid. Glukocerebrosid je stavební složkou buněčné membrány červených a bílých krvinek.
Při Gaucherově chorobě není enzym schopen správně fungovat, glukocerebrosid se hromadí v buňkách RES a dochází k následnému poškození různých orgánů, hlavně sleziny, jater a kostní dřeně. Makrofágy, které tyto buňky odstraňují, nejsou schopny odstranit odpadní produkt, který se hromadí ve fibrilách a mění se v „Gaucherovy buňky“, které při světelné mikroskopii připomínají zmačkaný papír. Přítomnost glukocerebrosidu v buňkách je možné prokázat histologicky v játrech, slezině a jiných orgánech.

## Příznaky
- Nebolestivé zvětšení jater (hepatomegalie) a sleziny (splenomegalie), slezina se může zvětšit z normální velikosti 50–200 g na 1 500–3 000 g. Splenomegalie může snížit schopnost postiženého jedince přijímat potravu tím, že vyvíjí tlak na žaludek. Zvětšení sleziny je sice nebolestivé, ale zvyšuje riziko ruptury sleziny.
- Hypersplenismus a pancytopenie, rychlá a předčasná destrukce krevních buněk, vede k anémii, trombocytopenii a leukopenii se zvýšeným rizikem krvácení a infekce.
- Cirhóza jater je vzácná.
- Vyskytují se silné bolesti kloubů a kostí, často se projevují v kyčlích a kolenou.
- Neurologické příznaky se vyskytují pouze u některých typů Gaucherovy choroby:
  - Typ I: poruchy čichu a poznávání
  - Typ II: závažné křeče, hypertonie, mentální postižení a apnoe
  - Typ III: svalové záškuby (myoklonus), křeče, demence a apraxie očních svalů.
- U pacientů s Gaucherovou chorobou a jejich příbuzných, kteří jsou heterozygotními přenašeči, se častěji vyskytuje Parkinsonova choroba[8][9]
- Osteoporóza: u 75 % pacientů se v důsledku nahromaděného glukosylceramidu objevují viditelné kostní abnormality. Běžně je popisována deformita distálního femuru ve tvaru Erlenmeyerovy baňky.
- Žlutohnědá pigmentace kůže

## Diagnostika
Na Gaucherovu chorobu se usuzuje na základě celkového klinického obrazu, hepatosplenomegalie, anémie, trombocytopenie a bolesti kostí. Diagnózu lze potvrdit na základě měření aktivity β-glukocerebrozidázy v leukocytech periferní krve. Za diagnostickou se považuje aktivita enzymu nižší než 15 % průměrné normální aktivity. Pro potvrzení diagnózy a odhalení nosičů nemoci v rodině se může použít analýza mutací v genu GBA, který kóduje enzym glukocerebrosidázu.

### Klasifikace
Celkem je známo asi 300 mutací genu GBA, které jsou rozděleny do tří klinických typů onemocnění:
- Typ I (adultní, viscerální, non-neuronopatický) je nejčastější, více než 90 % případů v bělošské populaci, a nejméně závažná forma onemocnění. Vyskytuje se hlavně u aškenázských Židů. Příznaky mohou začít v raném věku nebo v dospělosti a postihují především játra, slezinu a kosti. Charakteristická je hepatosplenomegalie, anémie, trombocytopenie a skeletální projevy, jako je osteopenie a avaskulární nekróza.[4] Slezina může prasknout a způsobit další komplikace. Mozek a nervový systém nejsou patologicky postiženy, ale může dojít k postižení plic a vzácně i ledvin.[1] Pacienti této skupiny obvykle kvůli nízké hladině krevních destiček snadno vytvářejí modřiny a kvůli nízkému počtu červených krvinek pociťují únavu. Medián věku při diagnóze je 28 let[10] a průměrná délka života je mírně snížena.[11] Rozsah a závažnost příznaků se u jednotlivých pacientů může výrazně lišit.
- Typ II (infantilní, akutní, neuronopatický) obvykle začíná do šesti měsíců po narození a kromě zvětšení jater a sleziny se vyznačuje agresivním nástupem závažných neurologických příznaků, včetně těžkého mentálního postižení a postižení mozkového kmene,[4] poruch očních pohybů, spasticity, křečí a špatné schopnosti sání a polykání. Enzym se téměř neuvolňuje do lyzozomů. Prognóza je špatná, většina jedinců umírá před třetím rokem života.
- Typ III (juvenilní, subakutní, neuronopatický) může začít kdykoli v dětství nebo i v dospělosti. Je charakterizován pomalu progredujícími, ale mírnějšími neurologickými příznaky ve srovnání s typem II. Mezi hlavní příznaky patří zvětšená slezina a játra, křeče, špatná koordinace, kosterní abnormality, poruchy pohybu očí, poruchy krvetvorby, včetně anémie, a dýchací problémy. Pacienti se často dožívají raného věku a dospělosti.[12]

Všechny tři typy Gaucherovy choroby jsou autozomálně recesivní, to znamená, že aby se nemoc projevila, musí být oba rodiče přenašeči a pravděpodobnost vzniku onemocnění u potomka je 1:4, tedy 25 %.

## Léčba

### Enzymová substituční terapie
Gaucherova choroba je první lysozomální střádavé onemocnění, které se léčí enzymovou substituční terapií (ERT). U pacientů s typem I a většiny pacientů s typem III může substituční enzymová léčba intravenózní rekombinantní glukocerebrosidázou zmenšit velikost jater a sleziny, snížit kosterní abnormality a odstranit další příznaky.
Dostupné rekombinantní glukocerebrosidázy jsou:
- imigluceráza (schválena v roce 1995)[14]
- velagluceráza (schválena v roce 2010)[15]
- taligluceráza alfa (Elelyso) (schválena v roce 2012)

Podávají se injekčně a během 6–12 měsíců léčby dochází k téměř úplnému ústupu příznaků. Díky včasnému a pravidelnému podávání enzymatické substituční terapie došlo k výraznému zlepšení přežití a celkové kvality života, ale vzhledem k tomu, že imigluceráza nepřekračuje hematoencefalickou bariéru, nejsou typy II a III léčeny tak účinně, jako typ I. 
Pro sledování průběhu onemocnění a určení vhodných dávek při enzymatické léčbě se používá stanovení aktivity enzymu chitotriosidázy. Jedná se o protein, který je obvykle uvolňován aktivovanými makrofágy a u neléčených pacientů dosahuje extrémně vysokých hodnot. Hladiny chitotriosidázy při podání adekvátní léčby rychle klesají.

### Substrát redukující terapie
Principem substrát redukující terapie (SRT) je blokáda enzymu glukosyltransferázy a tím inhibice tvorby glukocerebrosidu z glukózy a ceramidu. Tímto způsobem se omezí celkové množství substrátu a stupeň střádání.
Miglustat (Zavesca) byl v Evropě schválen pro léčbu Gaucherovy choroby v roce 2002 a eliglustat (Cerdelga) v roce 2014. Oba preparáty jsou malé molekuly, podávají se perorálně a předpokládá se u nich lepší průnik do kostí a centrálního nervového systému a možnost částečného ovlivnění neurologických příznaků.

## Prognóza
Prognóza pacientů trpících Gaucherovou chorobou závisí na klinickém typu a době zahájení léčby. Klinický projev II. typu přináší velmi špatnou prognózu, protože závažné neurologické příznaky bývají fatální do 5 let věku. Naproti tomu typy I a III mají mnohem lepší prognózu. Typ I má nástup neurologických příznaků v dospělosti a po objevu a používání enzymové substituční terapie se očekávaná délka života blíží téměř normálu. Rozhodující je ale včasné rozpoznání onemocnění a rychlé zahájení léčby. Výsledky pacientů s typem III závisí na závažnosti příznaků a rychlosti zahájení léčby. Ačkoli je typ III spojen s relativně mírnějším klinickým průběhem než typ II, prognóza není tak dobrá jako u pacientů s typem I.